# Momoeria
Momoeria (grčki: Μωμο'έρων) ili momogeroi (Μωμόγεροι), odnosno momoeroi (Μωμόεροι), je proslava Nove godine u osam sela Kozanija, periferija Zapadna Makedonija, Grčka. Plesači momoerije su skupina od 30 mladića koji predstavljaju svećenike Moma (boga smijeha i satire) ili zapovjednike Aleksandra Velikog sa šljemovima, oklopnim suknjama, tradicionalnom obućom i ukrašenim štapovima. Oni od 25. prosinca do 5. siječnja plešu na ulicama sela i obilaze domove ljudi uz pratnju glazbe, obično gajdi. U plesu slušaju zapovjedi zapovjednika kako bi udobrovoljili sile prirode protiv opasnosti za stoku i seljane. Glumci oko plesača izvode znanu satiričnu predstavu (kao što je „Starac i vrag”) koje su gledatelji pozvani zadirkivati pa se tako stvara zabavno okružje. Proslava ima vrhunac na trgu gdje se svi okupe i zajedno pjevaju i plešu oko vatre do jutra.
Ovaj običaj datira iz predkršćanskog doba, a kasnije su ga „kristijanizirali” Pontski Grci, koji su živjeli na obalama Crnog mora i na pontskim planinama sjeveroistočne Anatolije.
Momoeria je upisana na UNESCO-ov popis nematerijalne svjetske baštine u Europi 2016. god.

## Vanjske poveznice
- Info video na youtube.com (grč.)
- Kolekcija fotografija  Arhivirana inačica izvorne stranice od 13. prosinca 2024. (Wayback Machine) (grč.)